# 外来河川
外来河川（がいらいかせん、英:exotic river）は、流水の大部分を上流の湿潤気候地域に依存している河川である。特に、乾燥地域に流れ込む河川を指す。

## 概要
一般に外来河川では、乾燥地域を流れる間の蒸発や浸透、河底からの漏洩により、下流にいくほど水量が減少する。流量の多い河川では乾燥地域を貫流し海に注ぐが、流量が少ない河川は途中で消失し末無川となる。
外来河川の沿岸地域では灌漑用水を容易に得られるため、流路沿いに農耕が行われている例が多い。そのため、古代では効率的に食料生産ができる外来河川沿いで人口が増加し、文明が発展した。実際、古代四大文明は全て外来河川沿いにて発展している。
流水の大部分を湿潤地域の降水に依存しているため、同じく乾燥地帯によく見られるワジと違い、恒常的に水が流れている。

## 主な外来河川
- ナイル川（アフリカ）- 世界最長の河川。エジプト文明の成立地。
- ニジェール川（アフリカ）
- ティグリス川（西アジア）- メソポタミア文明の成立地。
- ユーフラテス川（西アジア）- 同じくメソポタミア文明の成立地。
- アムダリヤ川（中央アジア）
- シルダリア川（中央アジア）
- イリ川（中央アジア）
- インダス川（南アジア）- インダス文明の成立地。
- 黄河（東アジア）- 中国文明の成立地。
- マレー川（オーストラリア）
- コロラド川（北アメリカ）